# Мир (платёжная система)
Платёжная система «Мир» — российская национальная платёжная система, предоставляющая услуги проведения платёжных операций и выпускающая банковские карты. В России и во всём мире основным бизнесом системы является выпуск банковских карт, обработка платежей между банками-эквайерами, обслуживающими торговые точки, банками‑эмитентами или кредитными кооперативами, использующими для оплат дебетовые и кредитные карты бренда.
Расчёты производятся только в рублях. Выпускаются кредитные и дебетовые карты с поддержкой переводов, интернет-оплат, овердрафта, бесконтактной оплаты и выдачи наличных при совершении покупки. Оператор платёжной системы «Мир» — АО «Национальная система платёжных карт» (НСПК).
Согласно исследованию «Сколково», в июне 2021 года система «Мир» обогнала Visa и Mastercard по охвату населения России, её карта стала основной для 42 % респондентов. Позднее в постоянном обращении по состоянию на октябрь 2022 года находилось 113 млн карт «Мир», доля этих карт в России выросла с 30 % в 2020 году до 32,5 % в 2021 и до 38,6 % в 2022 году, а по состоянию на декабрь 2023 года было эмитировано уже 256 млн карт; по объёму платежей на этот момент система занимала около 51,6 % российского рынка платёжных систем всех эмитированных карт, 52,5 % всех проведённых по картам операций, а также 26,2 % всех интернет-оплат.
По состоянию на 2023 год две трети всех внутрироссийских карточных операций (45,7 млрд) осуществлялись с использованием карт «Мир». В стоимостном объёме их доля увеличилась до 56 %, а сумма операций составила 87,6 трлн рублей. В составе операций с картами «Мир» более 80 % по количеству приходилось на оплату товаров и услуг.
В 2024 году доля карт на рынке осталась примерно той же, а объём операций вырос до 105,9 трлн рублей. По состоянию на конец 2024 года доля карт «Мир» в общей эмиссии российских платёжных карт составила 64 %. На 1 января 2025 года было эмитировано 400,6 млн карт «Мир».
По состоянию на 2025 год с помощью карт «Мир» можно совершать операции преимущественно в России. За рубежом функционал карт  ограничен, например, с ними невозможно совершить покупки в большинстве зарубежных интернет-магазинов. Однако платёжная система сотрудничает с несколькими странами, в которых карты  «Мир» принимаются в том или ином виде, также налажено сотрудничество с некоторыми зарубежными ритейлерами (например, с AliExpress). Владельцы системы заявляют о постоянном расширении возможностей и постепенном снятии ограничений.

## История
АО «Национальная система платёжных карт» создано 23 июля 2014 года. В апреле 2015 года объявлен всероссийский творческий конкурс на лучшее название и товарный знак национальной платёжной системы, по итогам которого российская платёжная система получила название «Мир» и товарный знак с изображением глобуса. Фирменными цветами выбраны зелёный и голубой; в дальнейшем, в 2018 году, сообщалось, что «„Мир“ сохранил общую цветовую гамму логотипа — зелёный и голубой, но зелёный стал более насыщенным и холодным, а голубой градиент значительно ярче», при этом «помимо основных холодного тёмно-зелёного и ярко-голубого „Мир“ вводит дополнительную гамму цветов: синий, красный, жёлтый и чёрный». С 1 апреля 2015 года платежи внутри России по всем пластиковым картам, включая Visa и Mastercard, проходят через Национальную систему платёжных карт — оператора платёжной системы «Мир». Законодательно установленной целью создания НСПК является «обеспечение бесперебойности, эффективности и доступности оказания услуг по переводу денежных средств» (ч. 1 ст. 30.1 Федерального закона № 161-ФЗ «О Национальной платёжной системе») и «усовершенствование механизма сбора обеспечительных взносов операторов платёжных систем, не являющихся национально значимыми» (Положение об обеспечительных взносах <…>, утверждено Банком России 12.06.2014 № 423-П).
15 декабря 2015 года Банком России и НСПК было объявлено о начале эмиссии платёжных карт «Мир». Первыми банками-эмитентами стали Газпромбанк, МДМ банк, Московский индустриальный банк, РНКБ, банк «Россия», Связь-банк и СМП банк. Первую банковскую карту «Мир»-Maestro, которой можно расплачиваться на территории России и за границей, выпустил Газпромбанк в декабре 2015 года. С весны 2016 года обработка внутрироссийских операций по картам JCB, AmEx и UnionPay также осуществляется НСПК.
В конце 2016 года Анатолием Аксаковым, главой комитета по финансовым рынкам, были внесены на обсуждение в Государственную Думу поправки к Федеральному закону № 161-ФЗ «О Национальной платёжной системе». Законопроект вносит изменения в часть 5 статьи 30.5, устанавливая, что не позднее 1 января 2018 года банки, являющиеся участниками НСПК, обязаны обеспечить получение физическими лицами денежных средств из бюджетов Российской Федерации и государственных внебюджетных фондов посредством национальных платёжных инструментов. Таким образом, все виды выплат из бюджета физическим лицам должны зачисляться на банковские счета, привязанные к национальным платёжным инструментам, а операции с платёжными картами по банковским счетам, на которые зачисляются выплаты из бюджетов и государственных внебюджетных фондов, — осуществляться только с использованием национальных платёжных инструментов (то есть карт «Мир», с учётом нового определения термина «национальный платёжный инструмент», предложенного в Законопроекте). Это касается всех видов выплат из бюджета и государственных внебюджетных фондов. Закон был принят и вступил в действие в мае 2017 года.

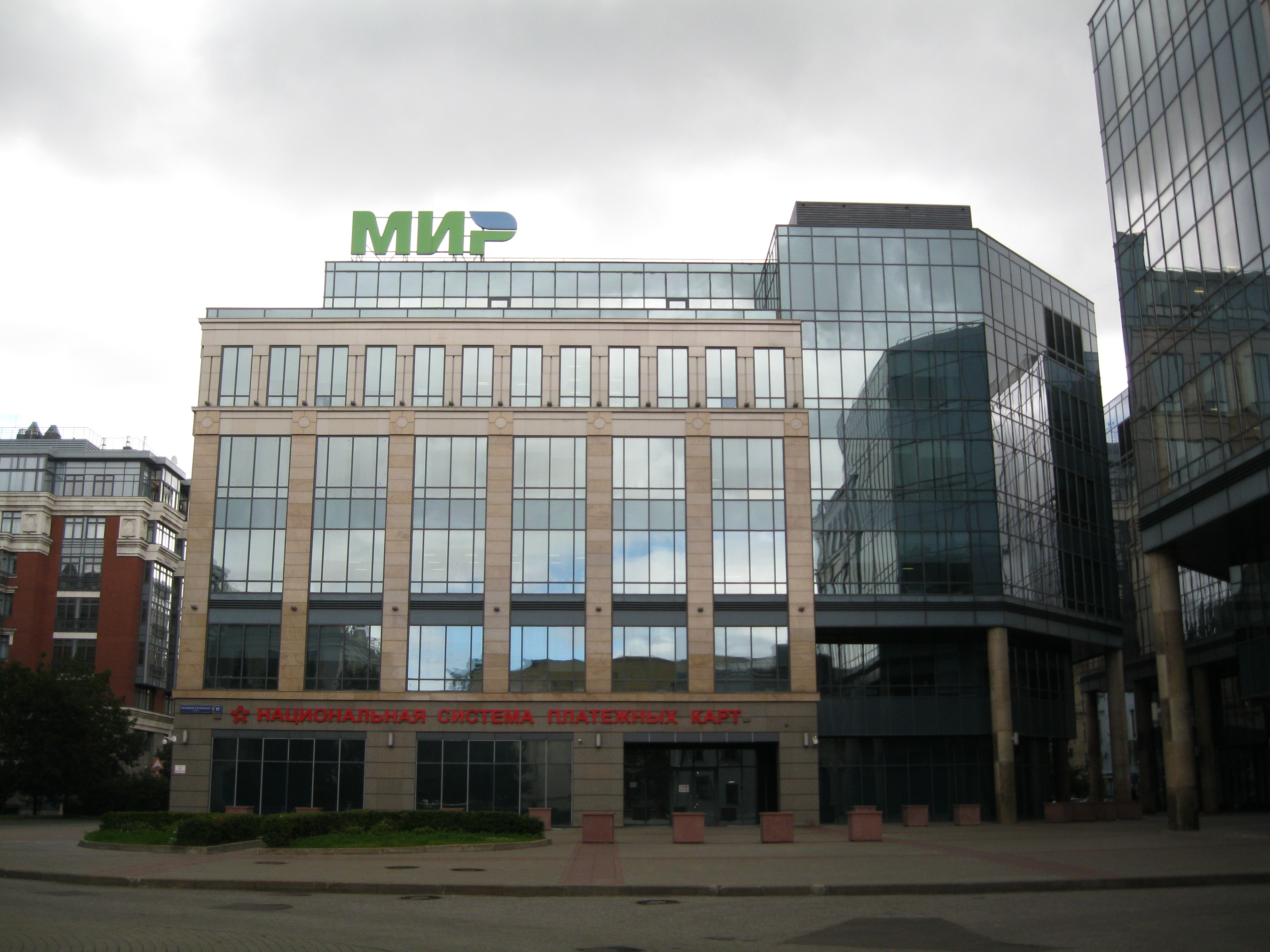
Головной офис НСПК в Москве

В 2017 году начался массовый выпуск карт «Мир» российскими банками. 1 мая 2017 президент РФ подписал закон о переводе бюджетных выплат на карты «Мир». Законом были предусмотрены три этапа:
- с 1 июля 2017 года — для новых сотрудников государственных бюджетных учреждений и пенсионеров;
- остальные сотрудники бюджетных организаций получат карты «Мир» до 1 июля 2018 года;
- для пенсионеров, которые сейчас пользуются картами международных платёжных систем, по мере истечения срока действия этих карт будут перевыпускаться карты уже на базе платёжной системы «Мир», этот процесс был завершён 1 июля 2020 года, выпуск и обслуживание карт для пенсионеров стали бесплатными.

В марте 2019 года была запущена система бесконтактной оплаты со смартфонов Mir Pay. Платёжный сервис позволяет расплатиться в любом терминале, где принимают бесконтактные карты «Мир». Приложение доступно на смартфонах под управлением операционной системы Android.
В 2019 году Алокабанк в Узбекистане стал первым эмитентом карт UzCard с платёжным приложением «Мир».
20 июля 2021 года компания Apple включила возможность использования карт «Мир» в своём платёжном сервисе Apple Pay (приостановлено в марте 2022 года).
В январе 2022 года российский крупный ритейлер Wildberries сообщил, что в 2021 году доля платежей по картам «Мир» превысила для него доли конкурентов, таких как Visa и Mastercard.
НСПК заключила несколько кобейджинговых соглашений с Mastercard, UnionPay, Japan Credit Bureau и American Express о выпуске совместных карт, которые в российской инфраструктуре будут работать как «Мир», а в зарубежной — как карты соответствующих платёжных систем. Уже выпускаются кобейджинговые карты «Мир»-Maestro, с августа 2016 выпускаются карты «Мир»-JCB, а с июля 2017 — «Мир»-UnionPay. С июля 2017 года стартовало обслуживание армянских карт «ArCa» в России и карт «Мир» в Армении.
В феврале 2022 года система «Мир» стала партнёром корейской системы BC Card, начат приём карт «Мир» в Южной Корее.
В марте 2022 года была завершена интеграция карт «Мир» с киргизской системой Элкарт.
23 июля 2022 года Правительство РФ расширило перечень социальных выплат, которые будут перечисляться исключительно на карты «Мир». В дополнение к предыдущим выплатам (пенсии, зарплаты, пособия для безработных, выплаты в связи с рождением первого и второго ребёнка) это выплаты и пособия малоимущим гражданам, компенсации расходов на оплату жилья и жилищно-коммунальных услуг для граждан отдельных категорий и ежегодная выплата гражданам, награждённым знаком «Почётный донор России».
12 декабря 2022 года НСПК обязала все кредитные организации, участвующие в платёжной системе «Мир», в обязательном порядке внедрить сервис Mir Pay для оплаты в интернете не позднее 1 марта 2023 года. Необходимо внедрить сервис для оплаты на сайтах, в интернет-магазинах и приложениях.
В январе 2023 года НСПК унифицировала комиссии в общепите и продуктовом ритейле для борьбы с мискодингом (использованием подменных кодов в POS-терминалах) с целью корректного начисления кэшбека по картам «Мир». Для чеков ниже 1 тыс. рублей ставка кэшбека составляет 0,5 %, а выше — 1,65 %.
В феврале 2023 года эксперты компании «Яков и Партнёры» (ребрендинг бывшего российского подразделения McKinsey & Company), проведя исследование платёжных и банковских систем в 75 странах, отнесли Россию к передовым в мире, указав, что она входит в 11 % стран, которые обладают всеми тремя компонентами устойчивого развития платёжных систем: платёжная система, позволяющая осуществлять расчёты внутри страны независимо от других стран, национальная система моментального проведения платежей и внедрённые цифровые валюты
28 февраля 2023 года было запущено пополнение аккредитивов с карт «Мир».
21 апреля 2023 года криптобиржа Binance вновь начала работу с картами российских банков и системой «Мир».
В сентябре 2023 года был запущен проект по выпуску электронных карт системы МИР для въезжающих в Россию иностранцев. Согласно принятому ранее закону иностранцам было предоставлено право открыть счёт в российском банке и получить карту МИР без личного присутствия, а также получить возможность пополнить его при помощи карт и банковских переводов из других стран с целью дальнейшего использования как электронных, так и обычных банковских карт на территории России.
29 декабря 2023 года Московский кредитный банк стал первым российским банком, который выдал карту системы МИР иностранному гражданину за границей в г. Душанбе. Была протестирована новая технология, которая позволяет идентифицировать личность клиента.
В ноябре 2024 года система «Мир» была подключена к платежной системе Ирана «Shetab», после чего появилась возможность снимать деньги в рублях с карт иранских банков в банкоматах на территории РФ.
В мае 2025 система «Мир» полноценно заработала в Иране.

## Устройство и особенности
Платёжные карты «Мир» могут выпускаться с чипами как российского («Микрон», «Ангстрем»), так и иностранного производства.
Работа платёжной системы «Мир» не зависит от работы иностранных платёжных систем.
С 1 августа 2017 года платёжная система «Мир» начала поддерживать протокол защиты MirAccept 2.0, разработанный НСПК на основе 3-D Secure. До этого «Мир» использовала более старую версию 3-D Secure 1.0, лицензированную у платёжной системы Visa.
В ультрафиолетовом свете на фронтальной стороне карты появляется символ российского рубля (₽), так же, как на картах Visa — буква «V», Mastecard — буквы «M» и «С», на American Express — изображение орла.
На голограмме карты изображён логотип НСПК, через который можно видеть части земного глобуса, надпись МИР, MIR и символ российского рубля (₽).
Всего выпускается 4 типа карт «Мир»: обычные дебетовые и кредитные, социальная и карта высшего уровня «Мир» Supreme. Выпускаются кобейджинговые международные карты Мир-UnionPay, и региональные «Мир»-ArCa, «Мир»-Uzcard и «Мир»-Белкарт. Такие кобейджинги выпускаются только в соответствующих странах, за пределами России. Доступны и карты для бизнеса.
При использовании карт системы доступна также выдача наличных при совершении покупки.

## Участники и распространение
По состоянию на август 2024 года было выпущено 360 млн карт. Также на декабрь 2023 года доля карт «Мир» составила 52,5 % по общему объёму операций. Всего за 2022 год в системе проведено 29,4 млрд операций, их объем вырос в 1,6 раза — до 52,9 трлн руб. Почти 78 из 100 операций приходилось на оплату товаров и услуг. При этом средняя сумма покупки в месяц, как и среднее число платежей, по картам «Мир» в 2021 году была на треть ниже, чем по другим международным платёжным системам. Рост доли карт «Мир» в основном объясняется активным применением карт в бюджетной сфере, а также рядом программ скидок и кешбека, планируется, что в 2023 году доля карт «Мир» на российском рынке должна составить от 47—49 % до 60 %. По данным главы НСПК Владимира Комлева, ежемесячно выпускается 5.5-6 млн карт.

### В России
На территории России карту «Мир» можно пополнить в любом банкомате без комиссии. Карты также принимаются всеми без исключения POS-терминалами, банкоматами и платёжными системами в России. Лимит бесконтактной оплаты без введения ПИН-кода с 10 ноября 2020 года составляет 3000 рублей в большинстве POS-терминалов (в некоторых банках данный лимит может составлять только 1000 или 2000 рублей), в т. ч. и крупнейшего банка-эквайера Сбербанка c 2023 года.
Карты «Мир» можно подключать к смартфонам с ОС Android и использовать в мобильных платёжных системах Mir Pay,, Яндекс Пэй, МТС Pay, T-Pay (только для карт Т-Банка), Alfa Pay (только для карт Альфа-банка), Gazprom Pay (для оплаты по NFC — только для карт Газпромбанка) и SberPay (только для карт Сбербанка, с 7 июня 2021 года).
Сама платёжная система постоянно проводит различные акции и выдаёт скидки различным участникам.

### В других странах
Платёжная система «Мир» обслуживается в следующих странах (по данным на май 2025 года):
- Можно снять деньги в банкомате и оплатить товары/услуги на территории страны
  -  Беларусь[78].
  -  Иран [50]
  - Непризнанные и частично признанные государства:
    -  Южная Осетия[79][80].
    -  Республика Абхазия[80]
- Можно снять наличные или оплатить товары/услуги на территории страны (иногда только в определённых банках):
  -  Азербайджан — работает в банкоматах и POS-терминалах «ВТБ Азербайджан» [81][82].
  -  Армения — работает в банкоматах и POS-терминалах «ВТБ Армения» [83].
  -  Вьетнам — работает как оплата в POS-терминалах, так и снятие наличных в банке VRB[84][85][86], По утверждению директора Третьего департамента МИД РФ в Азии Николая Ноздрева, карты принимаются также и устройствами других банков[87].
  -  Казахстан — работает только в POS-терминалах и банкоматах «ВТБ Казахстан» [88][89], присутствует возможность оплаты "Яндекс Такси" картами в приложении
  -  Куба — работает только в Гаване, можно снять наличные и оплатить только в некоторых отелях[90][91][92].
  -  Таджикистан — можно снять средства только в некоторых банкоматах «Амонатбанка»[93].
  -  Лаос[94].
- Можно только оплатить товары и услуги в отдельных банках и их POS-терминалах:
  -  Венесуэла — по данным на ноябрь 2023 года карты принимались в 36 % платёжных пунктах страны и в 100 % пунктов о. Маргарита[95].
  -  Мьянма[96].
  -  Турция — карты принимаются отдельными торговыми точками путём подключения их к российским платёжным терминалы, при оплате через который будет отображаться, будто клиент провёл оплату в России[97]. В июне 2023 года приём карт также стал возможен через систему SigmaPay с комиссией 2 % по такому же принципу[98]. В ноябре 2023 года российские банки начали устанавливать собственные терминалы для оплаты в различных торговых точках Турции[99]. Возможен также приём карт через иранскую систему Shetab в некоторых терминалах[100]. В 2025 году российские банки также запустили возможность оплаты через QR-коды в Турции[101][102]. В будущем возможна интеграция с турецкой системой Troy[103].
- Можно только снять деньги в банкомате, оплата пока недоступна:
  -  Никарагуа — можно только снимать суммы в банкоматах г. Манагуа[104]. На момент открытия обсуждалось появление новых банкоматов и возможность перевода денег в обе стороны[105].

- Непризнанные и частично признанные государства:
  -  Приднестровье — только в банкоматах «Эксимбанк»[106].
- Карты принимаются к оплате отдельными интернет-сервисами стран:
  -  Израиль — карты принимает авиакомпания Эль-Аль[107].
  -  Китай — карты «Мир» принимает торговая площадка Aliexpress[108], а также магазины SHEIN и La Redoute[109]. По утверждению посла Китая в России, рассматривается возможность полноценной работы системы в стране[110].

Карты системы также принимаются площадкой Joom.
- Ожидается начало работы с системой в ближайшем будущем:
  -  Монголия — 17 февраля 2023 года начальник департамента по координации туристической политики Министерства окружающей среды и туризма Монголии Туксгрлин Мунх-Од заявил, что проделано уже 80 % работы по запуску системы в стране, и запуск произойдёт в ближайшее время[112].
  -  Таиланд[113].
- Ранее карты можно было снять деньги в банкомате или оплатить товары или услуги на территории страны, но обслуживание было прекращено:
  -  ОАЭ[114] — была доступна редкая бесконтактная оплата[115][116][117]. После 2022 её поддержка была прекращена[118].
  -  Республика Корея — оплата была возможна только в устройствах, поддерживающих систему BC Card[119][120][121][122]. После санкций США в сентября 2022 поддержка карт «Мир» была прекращена[123].
  -  Кипр — RCB Bank Ltd[124]. После 2022 года приём карт «Мир» на Кипре прекращён [125].
  -  Кыргызстан — с 5 апреля 2024 обслуживание карт «Мир» полностью прекращено по всей стране [126].
  -  Узбекистан —  с сентября 2022 обслуживание карт «Мир» в Узбекистане было прекращено [127][128].

По состоянию на август 2022 года карты «Мир» принимались уже в 11 странах мира и ещё 15 стран мира выражали готовность начать работу с системой. По словам директора департамента национальной платежной системы ЦБ Аллы Бакиной в июле 2023 года ЦБ запланировал до конца года запустить работу системы ещё в 5-6 странах.

### Карта туриста «Мир»
С 30 октября 2023 года карта туриста платёжной системы «Мир» доступна в Азербайджане, Алжире, Армении, Бахрейне, Беларуси, Бразилии, Египте, Индии, Индонезии, Казахстане, Катаре, Киргизии, Китае, Кувейте, Малайзии, Монголии, ОАЭ, Омане, Пакистане, Саудовской Аравии, Таджикистане, Таиланде, Туркменистане, Турции и Узбекистане. При прохождении процедуры идентификации граждане этих стран могут открыть удалённо счёт в российском банке и получить банковскую карту по прибытии в Россию.

## Санкции
На фоне санкций в связи с вторжением России на Украину и после заявления Минфина США о недопустимости работы с системой «Мир» и НСПК банки ряда стран начали отказываться от обслуживания карт «Мир». По состоянию на 2024 год об отказе принимать карты «Мир», из-за риска вторичных санкций, заявили отдельные банки Турции, Вьетнама, Таджикистана, большинство банков Казахстана, а также все банки Узбекистана, Армении и Кыргызстана.
9 декабря 2022 года Управление по контролю за иностранными активами Минфина США (OFAC) отменило «запрет» банкам Казахстана проводить операции по банковским картам системы «Мир». Оно пояснило, что у него нет возражений против использования карт частными лицами. Казахстанским банкам не запрещается (с точки зрения возможных последствий в виде санкций) принимать платежи, переводы по картам «Мир», осуществлять выдачу наличных денег через банкоматы.
20 июля 2023 года, на фоне продолжающегося вторжения России на Украину, система «Мир» внесена в санкционный список Канады «организаций связанных с российским военно-промышленным комплексом, включая финансовые и телекоммуникационные компании». В дальнейшем, в феврале 2024 г., компания, обслуживающая процессинг по картам «Мир», попала под санкции Минфина США.
В конце марта 2024 года Samsung анонсировала запрет с 3 апреля на использование карт Мир в сервисе Samsung Pay: пользователи не смогут добавлять в Samsung Pay карты «Мир», а ранее добавленные карты будут удалены из приложения. Ранее, в марте 2022 года, поддержку карт «Мир» прекратил сервис Apple Pay, а также отказался от планов по внедрению этой системы Google Pay.